# 19 (număr)
19 (nouăsprezece) este  numărul natural care urmează după 18 și îl precede pe 20. 19 este un număr prim. El se împarte doar la 1 si 19. 

## În matematică
19:
- Este al optulea număr prim.
- Este un număr prim cubic.[1]
- Este un număr prim Labos.[2][3]
- Este un număr prim lung.[4][5]
- Este un număr prim Pierpont.[6][7]
- Este un număr prim plat.[8][9]
- Este un număr prim slab.[10][11]
- Este un număr prim Solinas.[12][13]
- Este un număr prim subțire.[14][15]

19 este un număr centrat triunghiular

- Formează o pereche de numere prime gemene cu 17[16] și formează o pereche de numere prime verișoare cu 23 (diferența dintre cele două numere este de patru unități).[17]
- Este al doilea număr prim repunit în baza 10.[18]
- Este un număr fericit.[19][20]
- Este un număr Heegner.[21][22]
- Este al doilea număr Keith.[23]
- Este un număr Størmer.[24][25]
- Este un număr centrat hexagonal.[26][27]
- Este un număr octaedric.[28]
- Este un număr platonic.[29]

## În știință
- Este numărul atomic al potasiului.[30]
- 19 ani este foarte aproape de 235 lunații.

### Astronomie
- NGC 19 este o galaxie spirală din constelația Andromeda.
- Messier 19 este un roi globular din constelația Ofiucus.
- 19 Fortuna este o planetă minoră.
- 19P/Borrelly este o cometă periodică din sistemul solar.

## În religie

### Islam
- Numărul de îngeri care străjuiau Iadul ("Saqar"), după spusele Coranului: "Și peste el veghează nouăsprezece!" (74:30). Coranul precizează că numărul 19 a fost ales pentru a reprezenta o "încercare pentru cei care nu cred" (74:31), un semn care să îi facă pe oameni să fie "încredințați" (74:31), și "pentru ca să sporească în credințã aceia care cred" (74:31). Pe baza acestui verset, biochimistul american de origine egipteană, Rashad Khalifa, a dezvoltat teoria unui cod- Codul Coranului sau Codul 19.

### Credința Bahá'í
- În Bábism și în credința Bahá'í un grup de 19 se numește Váhid, o unitate (arabă: واحد wāhid, "unul");
- Calendarul Bahá'í este structurat astfel încât anul conține 19 luni cu câte 19 zile;
- Bábul și discipolii săi au format un grup de 19 persoane;
- Apostolii lui Bahá'u'lláh au fost 19.

## În sport
- În golf a "nouăsprezecea gaură" este barul clubului. În minigolf este o gaură în plus care îi ofera jucatorului un premiu instant.

## Vârsta de 19 ani
- Este vârsta majoratului pentru mai multe țări, provincii canadiene și state americane;
- Este vârsta minimă pe care trebuie să o ai pentru a putea cumpăra și bea alcool în Canada, cu excepția provinciilor Alberta, Manitoba și Québec, unde poți face asta încă de la 18 ani;
- Este vârsta minimă pe care trebuie să o ai pentru a te putea căsători in statul Nebraska.
- Este vârsta minimă la care poți cumpăra produse pe bază de tutun în statele Alabama, Alaska și Utah și în câteva comitate ale  statului New York, ca de exemplu Nassau și Onondaga. [31]

## În alte domenii
- Numărul avionului Mikoian-Gurevici MiG-19;
- Numărul departamentului Corrèze;
- Titlul unui album al cântăreței Adele.